# Anfilogino Guarisi
Anfilogino Guarisi, właśc. Amphilócchio Guarisi Marques oraz Filó (ur. 26 grudnia 1905 w São Paulo, zm. 8 czerwca 1974), brazylijski piłkarz, prawoskrzydłowy. Reprezentant dwóch krajów: Brazylii i Włoch. Mistrz świata z roku 1934.
W Brazylii był znany pod przydomkiem Filó. Karierę zaczynał w 1922 w Portuguesie. W następnych sezonach był piłkarzem Paulistano São Paulo. W reprezentacji Brazylii debiutował w 1925, brał z nią udział w Copa América 1925. W latach 1928–1931 grał w Corinthians Paulista.
W 1931 wyjechał do Włoch i został piłkarzem S.S. Lazio. W 1932 zagrał pierwszy mecz w swojej drugiej reprezentacji, a dwa lata później znalazł się w kadrze na MŚ 34. Podczas turnieju zagrał tylko w pierwszym meczu Italii, w następnych zastąpił go inny oriundi Enrique Guaita. W rzymskim klubie grał do 1937 r. Po powrocie do ojczyzny ponownie został graczem Corinthians.